# District de Yuehu
Le district de Yuehu (月湖区 ; pinyin : Yuèhú Qū) est une subdivision administrative de la province du Jiangxi en Chine. Il est placé sous la juridiction de la ville-préfecture de Yingtan.